# La Valse à mille temps
La valse à mille temps è una canzone di Jacques Brel scritta nel 1959 e pubblicata la prima volta l'11 settembre 1959 nell'album La Valse à mille temps.
Il brano è caratterizzato dal «crescendo breliano» (progressione drammatica nella composizione e nell'interpretazione).

## La composizione
La valse à mille temps inizia con le note del valzer Sobre las olas di Juventino Rosas. La canzone inizia con un valzer a tre tempi che divengono poi quattro e mano a mano a vent'anni,  cento anni ed infine mille tempi.
La canzone fu ripresa da numerosi cantanti, soprattutto in fiammingo.
Fu anche parodiata da Jean Poiret, con il titolo La Vache à mille francs. Il crescendo fu utilizzato in maniera egregia da Giorgio Gaber nella sua canzone del 1969 Com'è bella la città.